# Setae
Setae è un termine biologico che deriva dalla parola latina omonima che ha il significato di setola. Si riferisce a strutture di tipo e funzione differente fra loro ma somiglianti a setole o peli e diffusi nel regno animale e in quello vegetale.

## Setae animali

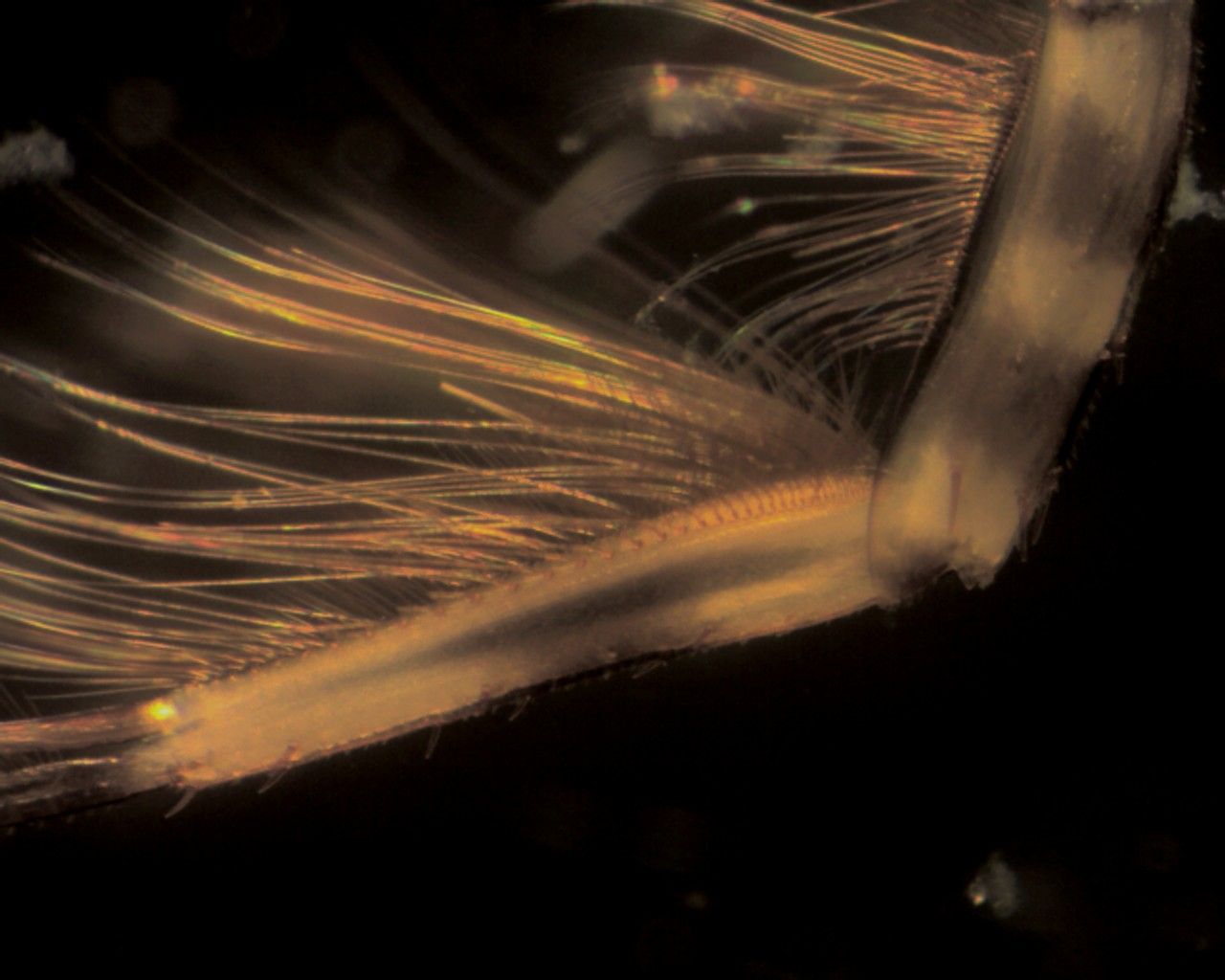
Setae su una zampa di un'effimera

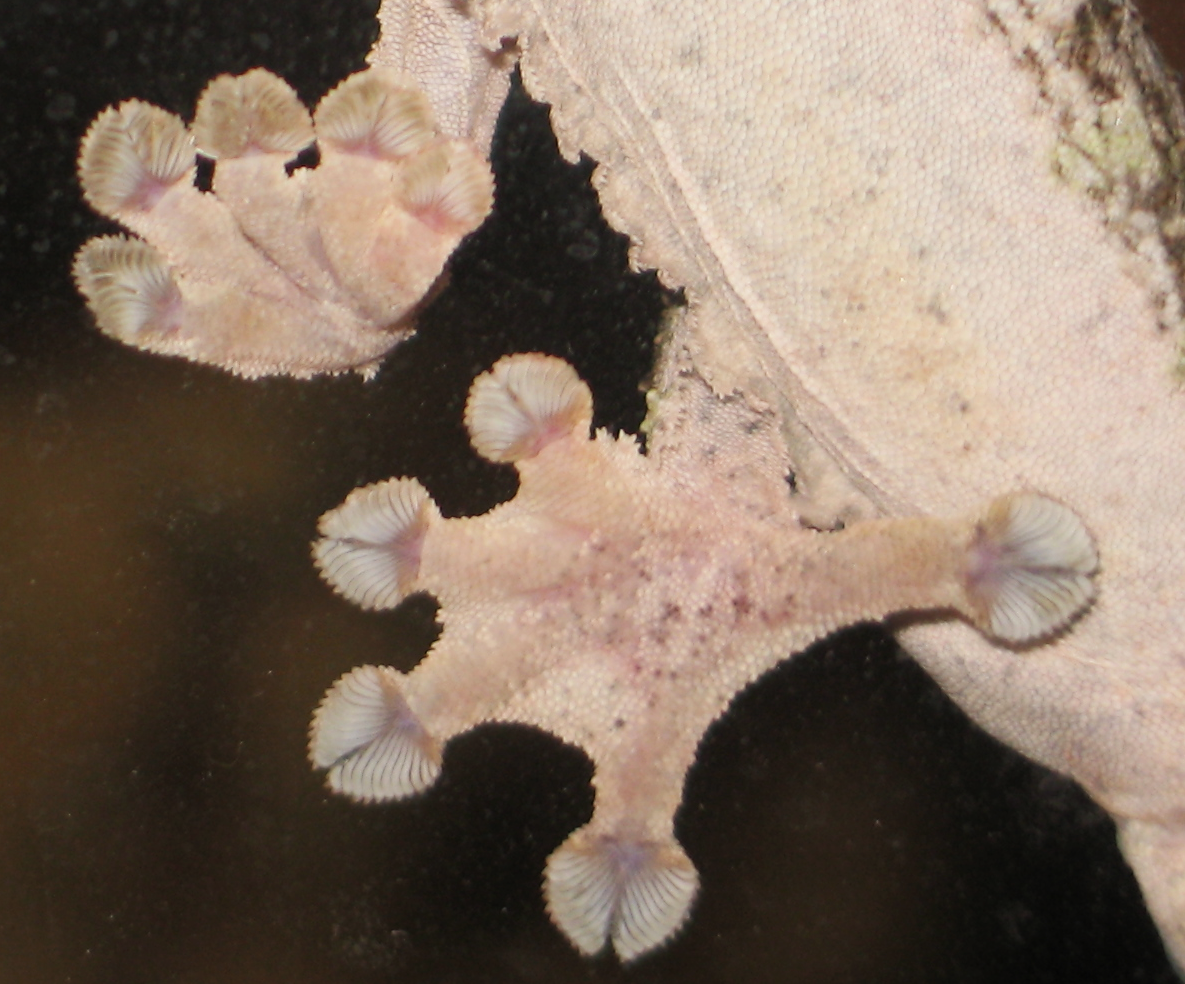
Setae sulle parti terminali delle dita di un geco del genere Uroplatus

In zoologia, le setae si ritrovano sia nei Protostomi che nei Deuterostomi, anche se sono nettamente più comuni nei primi.

### Protostomi
- Le setae negli Anellidi sono presenti in forma di setole rigide lungo la parte esterna del corpo, sono chiamate anche chete.[1] Sono presenti sia negli Policheti che negli Oligocheti e sono composte prevalentemente da β-chitina. Sono d'aiuto agli Anellidi per aderire al substrato o al terreno senza distaccarsene durante i moti peristaltici del loro corpo. Sono proprio questi "peli" che rendono difficile estrarre diritto un lombrico dal terreno.[2] [3]
- Le setae sono spesso presenti nei Crostacei, specialmente nella zona orale e sugli arti. È ipotizzato che possano avere funzione sensoriale[4] e sono usate per l'alimentazione: infatti le setae sulle zampe del krill e di altri piccoli crostacei sono d'aiuto nel raggruppare il fitoplancton prima di cibarsene.
- Le setae in entomologia vengono spesso chiamate peli. Esse sono unicellulari e si formano come escrescenza da un tipo di cellula epidermica detta tricogeno. Sono generalmente cave e si sviluppano attraverso una cellula secondaria detta tormogeno. La parte esterna di questi peli non è cuticolarizzata e ciò rende possibili vari movimenti. In genere servono a proteggere il corpo.
- Le setae nei ragni hanno la forma di piccole setole aderenti al corpo: ne sono ricoperte principalmente le zampe e l'opistosoma. Sono organi di senso molto sensibili alle variazioni di pressione, dalla brezza leggera dell'aria ad un contatto pressorio localizzato.

### Deuterostomi
- Le setae nei gechi sono setole di forma molto piccola e applicate in gran numero alla parte terminale delle dita delle zampe. Esse consentono all'animale di arrampicarsi con agilità, nonostante la mole, su pareti verticali lisce come vetro e anche sui soffitti.

## Setae vegetali
In botanica, le setae si riferiscono alla peluria che ricopre il supporto rigido dello sporangio dei muschi e lo aiuta nella crescita con nutrienti. Le setae conficcano un corto pedicello nel gametofito da quando comincia a crescere. Non sono presenti in tutti i muschi ma in alcuni possono raggiungere anche la lunghezza di 15-20 centimetri.